# بابلسر
بابُلْسَر یکی از شهرهای ساحلی استان مازندران، در شمال ایران، بین دریای مازندران و رشته کوه البرز قرار دارد. این شهر مرکز شهرستان بابلسر است. جمعیت بابلسر براساس سرشماری سال ۹۵ معادل ۵۹٫۹۶۶ نفر می‌باشد. بابلسر با پهنه ۱۳۵۰ هکتار در مصب رودخانه بابلرود و در کرانه جنوبی دریای مازندران و در ۵۲ درجه و ۳۹ دقیقه و ۳۰ ثانیه طول جغرافیایی و ۳۶ درجه و ۴۳ دقیقه عرض جغرافیایی قرار دارد. مردم بابلسر از قومیت طبری هستند و به زبان مازندرانی گویش می‌کنند.

## تاریخچه

### دوران باستان

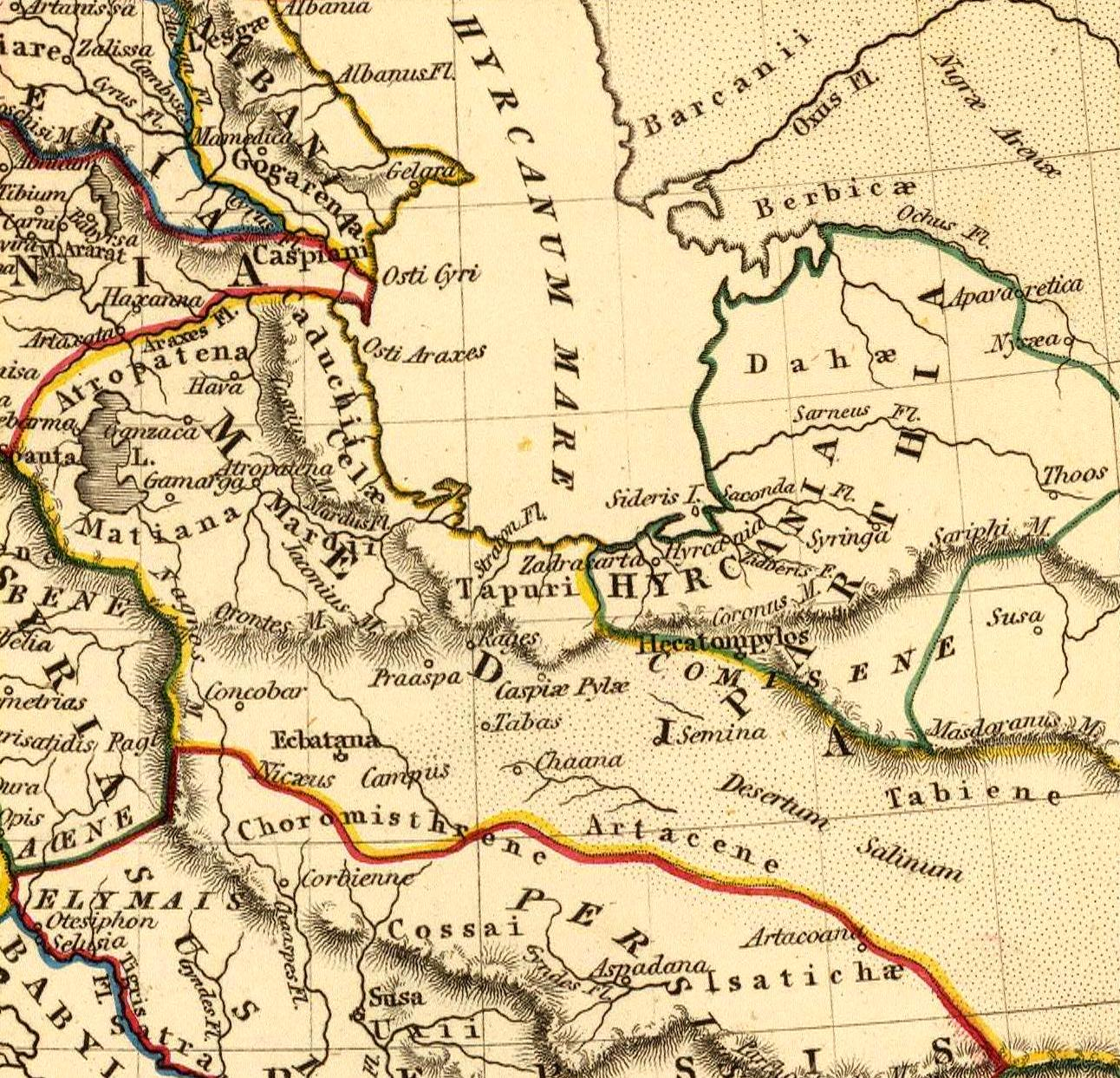
موقعیت تپورها در قرن دوم قبل از میلاد، از شرق سپیدرود تا اسرم هیرکانیا

استان مازندران پیش از اسلام تپورستان (به پهلوی: ) نامیده می‌شد که برگرفته از نام قوم تپوری (به یونانی: Τάπυροι) می‌باشد که پس از اسلام قوم طبری نام گرفتند و سرزمینشان طبرستان نامیده شد. به اعتقاد مورخان آماردها نخستین سکنه باستانی مازندران بودند و آماردها از آمل تا تنکابن و تپورها از آمل تا گرگان سکونت داشتند. در عصر هخامنشی در کرانه جنوبی دریای مازندران اقوام، تپوری، آمارد، آناریاکه و کادوسی سکونت داشتند. مورخان آماردها را به مردمان داهه و سکایی و پارسی پیوند داده‌اند.
هرودوت از قبیله مارد (mardes) در کنار دائی‌ها (daens)، دروپیک‌ها (dropiques)، و ساگارتی‌ها (sagarties) به عنوان پارس‌های کوچنشین و صحراگرد یاد کرده‌است. پلینیوس مورخ یونانی محل آماردها را قسمت شرقی مارگانیا شناسایی کرده‌است. استرابون(۶۳ ق. م) قوم آمارد را در کنار اقوام تپوری، کادوسی و کرتی به عنوان اقوام کوهستان نشین شمال کشور یاد می‌کند. استرابو می‌نویسد: تمام مناطق این کشور به استثنای بخشی به سمت شمال که کوهستانی و ناهموار و سرد است و محل زندگی کوهنشینانی به نام کادوسی (Cadusii) و آماردی (Amardi) و تپوری (Tapyri) و کرتی (Cyrtii) و سایر مردمان دیگراست، حاصلخیز است.
به گفته واسیلی بارتلد تپوری‌ها در قسمت جنوب شرقی ولایت سکونت داشتند و در قید اطاعت هخامنشیان درآمده بودند و آماردها مغلوب اسکندر مقدونی و بعد مغلوب اشکانیان شدند و اشکانیان در قرن دوم ق.م. آنها را در حوالی ری سکونت دادند و اراضی سابق آماردها به تپوری‌ها اهدا شد و بطلمیوس در شرح دیلم یعنی قسمت شرقی گیلان در ساحل بحر خزر در آن زمان از تپوری‌ها نام می‌برد. به گفته یحیی ذکا در «کاروند کسروی» آورده‌است: آماردان یا ماردان، در زمان لشکر کشی اسکندر مقدونی به ایران، این تیره در مازندران نشیمن می‌داشتند و آن هنگام هنوز قبایل تپوران به آنجا نیامده بودند. به گفته مجتبی مینوی قوم آمارد و قوم تپوری در سرزمین مازندران می‌زیستند و تپوری‌ها در ناحیه کوهستانی مازندران و آماردها در ناحیه جلگه‌ای مازندران سکونت داشتند. در سال ۱۷۶ ق. م فرهاد اول اشکانی قوم آمارد را به ناحیه خوار کوچاند و تپوری‌ها تمام ناحیه مازندران را فرو گرفتند و تمام ولایت به اسم ایشان تپورستان نامیده شد.

### پیشینه

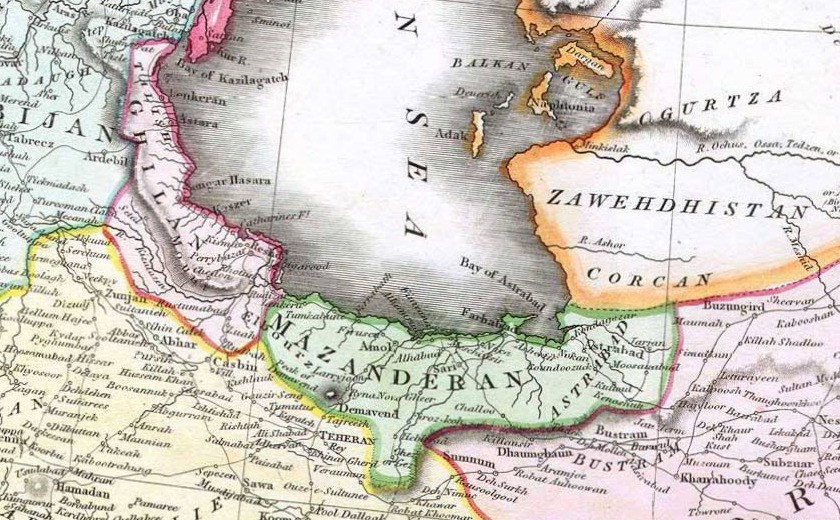
نقشه قدیم مازندران ۱۸۱۴ میلادی

در عهد باستان بابلسر مانداگارسیس نامیده می‌شد. مانداگارسیس بندر کوچکی در سواحل دریای مازندران بود، بین رودهای چرینداس Charindas (بابلرود) و استارتو Strato (رود چالوس) قرار داشت. آلبرت فوربیگر حدس زده‌است که ممکن است این بندر همان بندر مشهدسر یعنی بابلسر کنونی باشد.
شهر بابلسر در گذشته مشهدسر نامیده می‌شد. مشهدسر یکی از بندرهای طبرستان محسوب می‌شد. ظهیرالدین مرعشی چندین بار از مشهدسر (بابلسر) و قلعه‌های آن سخن به میان آورده‌است. مکنزی در اشاره به شهر و بازار و اطراف مشهدسر، دهکده میربازار را که سه شنبه‌ها محل برگزاری بازار است، در جنوب مشهدسر دانسته‌است. ناصرالدین شاه در سفرنامه خود در توصیف این شهر به پل چوبی بسیار طویلی روی بابلرود و نیز کاروان سرایی اشاره کرده که به دستور وی در آنجا ساخته شده و تجار روسی که با ساری، بارفروش (بابل) و شاهرود تجارت می‌کردند، در آن مستقر بودند. اعتمادالسلطنه آبادی مشهدسر (بابلسر) را شمال بارفروش (بابل) و در ربع فرسخی دریا می‌داند و شمار خوانوارهای مشهدسر را دویست خانوار ثبت کرده‌است. بابلسر در زمان قاجار بندر تجاری محسوب می‌شد که دارای پنج محله به نام‌های صوفی محله، بازار محله، بابل پشت، باغ تنگه و کاله بود.
این شهر در گذشته به عنوان بندر و مرکز تجارت ایران و روسیه رونق داشت. این شهر در دوره قاجار بندر کشتیرانی و بازرگانی و از بندرهای شرقی دریای خزر بوده‌است، چنان‌که کمپانی «قفقاز و مرکوری» که با کمک مالی دولت روسیه از اوایل دهه ۱۸۶۰م سفرهای پستی و حمل مسافر را از باکو به بندرهای ایرانی دریای خزر آغاز کرده بود، شعبه‌ای در مشهد سر داشت. از مشهدسر کالاهای بسیاری همچون ابریشم، پنبه و برنج مازندران به روسیه صادر و کالاهای روسی مستقیماً بدانجا وارد می‌شده‌است. مشهدسر تا انقلاب اکتبر روسیه همچنان از بندرهای بازرگانی میان مازندران و روسیه بود. پس از آن به تدریج بندر بازرگانی دریای خزر در ایران با شوروی منحصر به بندر انزلی شد و مشهدسر اهمیت تجاری سابق خود را از دست داد. اما با آمدن وسایل حمل و نقل جدید میان مرکز ایران و مازندران و گشوده شدن راه هراز فاصلهٔ میان تهران و آمل و بابل و بابلسر کاهش یافت و جادهٔ هراز کوتاه‌ترین راه تهران به شمال شد.
ژوبر دیپلمات فرانسوی، که در حدود اکتبر ۱۸۰۸ در مازندران بوده‌است مشهدسر را «بندر کوچکی در چهار فرسخی شمال بارفروش» می‌داند. جیمز بیلی فریزر که در ۱۸۳۳ به ایران سفر کرده‌است در ۲۵ اوت ۱۸۳۴ مشهدسر را بندر کشتیرانی می‌خواند. محمدحسن خان اعتمادالسلطنه در مرآت البلدان نام این شهر را «مشهدسر» می‌نویسد و می‌گوید که با دویست خانوار دارد و اطرافش باتلاق است و شکر زیادی در اطراف شهر به عمل می‌آید.

## نام‌شناسی

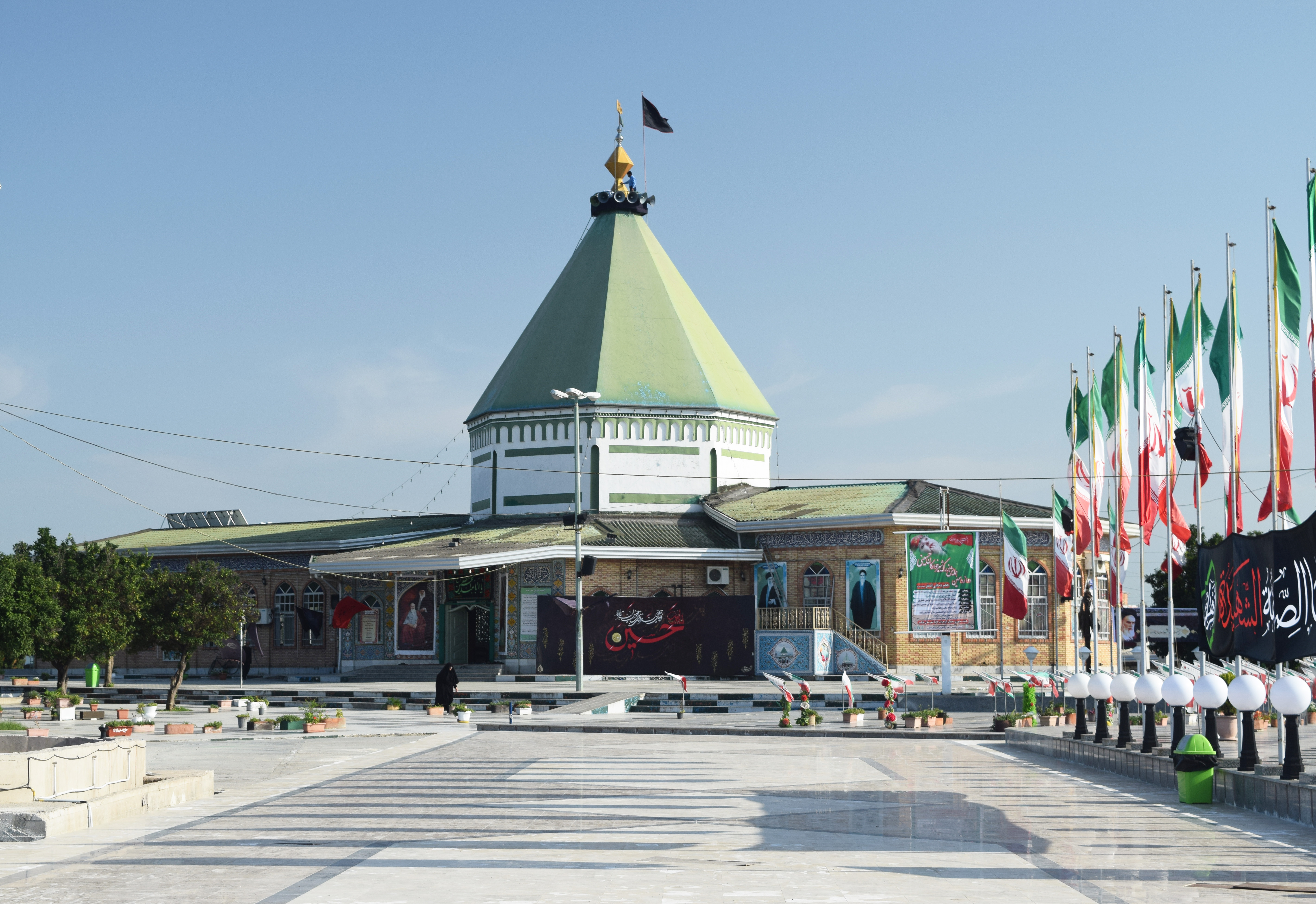
امامزاده ابراهیم

نام قدیم آن مشهدسر بوده‌است. عده‌ای بر این عقیده‌اند که قدیمی‌ترین نام، مشهد سبز بوده یعنی مشهدی که سبز است. واژه مشهد به خاطر سر امامزاده ابراهیم و شهر مشهد کنونی و امامزاده ابراهیم آمل و واژه سبز به علت سر سبزی، خرمی و زیبایی منطقه بوده و به مرور زمان به مشهدسر تغییر نام یافت. گذاشتن نام مشهدسر بر روی این شهر به اعتبار زیارتگاهی است منسوب به امامزاده ابراهیم ابوجواب که پیش از احداث شهر و بندر در آنجا بوده‌است.
این معنی از تاریخ کتیبه‌هایی که در امامزاده هست نیز برمی‌آید، زیرا قدیم‌ترین اطلّاعاتی که در کتب تاریخ از شهر مشهدسر موجود است متأخر بر تاریخ کتیبه‌های امامزاده است. ظاهراً ناصرالدین شاه نخستین کسی است که از این کتیبه‌ها یاد کرده‌است. او که در ۱۲۹۲ به مازندران سفر کرده و در مشهدسر به زیارت امامزاده رفته‌است، دربارهٔ آن چنین می‌نویسد: «بنای این گنبد خیلی قدیم است، چهار پنج درِ بزرگ و کوچک که از حیث نجاری و منبت کاری کمال امتیاز را داشت دیده شد».

## جغرافیا

### آب و هوا
این شهر در مدار معتدل گرم قرار گرفته و ضریب اعتدال این شهر بسیار معتدل است. این ناحیه با میانگین دمای سالانهٔ ۱۷٫۵ درجهٔ سلسیوس، بارش متوسط سالانهٔ ۸۸۹ میلی‌متر و میانگین رطوبت ۸۲ درصد یکی از خوش آب و هواترین مناطق کشور به‌شمار می‌آید.
از بادهای محلی این منطقه می‌توان به بادهای دشت وا، گله وا (وا به زبان مازندرانی: باد)، خزری، بادسام، کوسری وا، دشت واستریک، گله واستریک، استرآبادی وا، صورت وز و آفتاب شو اشاره کرد.

### ناهمواری‌ها
از نظر توپوگرافی سراسر بابلسر در بخش جلگه‌ای و در موقعیت ساحلی قرار دارد و از لحاظ ناهمواری عوارض برجسته توپوگرافیک در آن دیده نمی‌شود. تقریباً هموار بوده و با شیب ملایمی از سوی رشته کوه‌های البرز به سوی دریای مازندران امتداد دارد. بلندای شهر ۲۱ متر پایین‌تر از سطح دریاهای آزاد و ۷ متر بالاتر از سطح دریای مازندران قرار دارد.

### موقعیت جغرافیایی
طول جغرافیایی بابلسر ۵۲ درجه و ۳۹ دقیقه و عرض آن ۳۶ درجه و ۴۲ دقیقه است.

## مردم

### قومیت
مردم بابلسر از قومیت طبری هستند و ریشه در قوم باستانی تپوری (به یونانی: Τάπυροι) دارند. شهرهای آمل، چالوس، کلار، سعیدآباد و رویان جزئی از سرزمین قوم تپوری بودند.

### خطر انقراض قوم طبری
به گفته پژوهشگران آمار بالای طلاق، باروری کم، سالمندی و ازدواج پایین از مشکلات حوزه جمعیت در میان قوم طبری به ویژه طبری‌های مازندران محسوب می‌شود. پژوهشگران به روند پیری جمعیت قوم طبری اشاره نموده و بر لزوم توجه به سیاست جوانی جمعیت تأکید دارند. پژوهشگران خطر انقراض قوم طبری (مازندرانی) را در کشور خطر جدی می‌دانند. براساس غربالگری از ۴۳۰ هزار زوج طبری (مازندرانی) در سال ۱۴۰۱ حدود ۱۰ هزار زوج نابارور در مازندران شناسایی شدند.

### جمعیت
بر اساس سرشماری مرکز آمار ایران در سال ۱۳۹۵ جمعیت این شهر برابر با ۵۹٬۹۶۶ نفر بوده‌است.

### زبان
مردم شهر بابلسر به گویش بابلسری که ادامه گویش بابلی است صحبت می‌کنند. گویش بابلی که گویشی از زبان مازندرانی است.

## جاذبه‌های گردشگری

### شهرک‌های بابلسر
- دریاکنار
- دریاسر
- صفائیه

### رودخانه بابلرود
بابلرود از میان شهر بابلسر می‌گذرد. وجود این رودخانه یکی از دلایل جذابیت این شهر در میان شهرهای مازندران برای گردشگران و حتی خود مازندرانی‌ها است. چرا که هیچ‌کدام از رودهای جاری در استان مازندران امکانات رفاهی مشابه بابلرود (مانند قایق‌های تفریحی و…) را ندارند و خصوصاً مناظر شب آن بسیار زیبا و آرامبخش است.

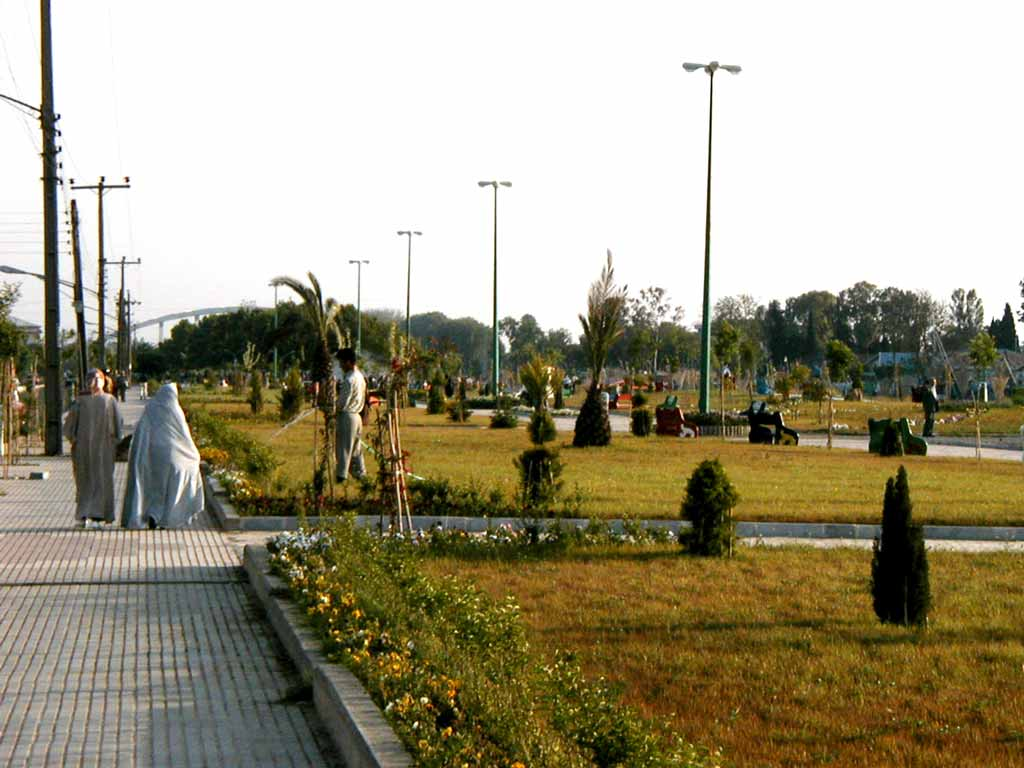
بوستانی در بابلسر

این رود یکی از رودخانه‌های مهم شمال کشور است که از بلندی‌های البرز در سوادکوه سر چشمه گرفته و با عبور از شهرستان بابل، در بابلسر به دریا می‌ریزد و شهر بابلسر را به دو بخش شرقی و غربی تقسیم می‌کند.
یکی از مکان‌های مهم گردشگری در بابلسر، اسکله ساحلی آن است که هر ساله شمار زیادی از مسافران را به خود جذب می‌کند. البته این اسکله جنبه تجاری ندارد و بیشتر به عنوان یکی از مکان‌های گردشگری مورد استقبال قرار می‌گیرد. همچنین در این اسکله، از سنگهایی به عنوان موج شکن بهره گرفته شده‌است که در نوع خود بسیار زیبا می‌باشد. یکی از دلایل بهره‌گیری از این موج‌شکنها، جلوگیری از نفوذ آب در بخشی از منطقه و پارک نزدیک آن می‌باشد.

### پل معلق بابلسر
پل معلق بابلسر یکی دیگر از جاذبه‌های گردشگری است که در دورهٔ پهلوی اول توسط مهندسین آلمانی و سوئدی بر روی رودخانه بابلرود ساخته شد. این پل امروزه در خیابان پاسداران این شهر قرار دارد. این پل در بهمن ماه سال ۱۳۸۶ با شماره ثبت ۲۰۶۷ به عنوان یکی از آثار ملی کشور ایران به ثبت رسیده‌است. این پل در گذشته اولین پلی بوده‌است که بخش شرقی و غربی شهر بابلسر را به هم وصل می‌کرده‌است و بسیاری از افراد این پل را نماد این شهر می‌دانند.

### باغ وحش
باغ وحش بابلسر، یک باغ وحشی خصوصی واقع در خیابان دریا است. این باغ وحش که از آن با عنوان پارک وحش نیز یاد می‌شود از حیواناتی همچون گوش سیاه که نوعی گربه وحشی است، خرس، میمون، چهار قلاده شیر، شتر، چهار گرگ بالغ و… نگهداری می‌کند.
هرچند که در مورد نقل و انتقال بی‌ضابطه حیوانات به باغ وحش بابلسر و همچنین ساختمان و تأسیسات ناکارآمد و همین‌طور شرایط نامناسب نگهداری حیوانات در آن انتقادهایی هم صورت گرفته‌است و باغ وحش بابلسر با استانداردهای بین‌المللی باغ وحش فاصله‌های بسیاری دارد اما هنوز رسیدگی لازم به انجام نرسیده‌است.

### جشنواره مجسمه شنی
این جشنواره در سال ۱۳۸۴ با همت انجمن هنرهای تجسمی بابلسر کلید خورد. در ابتدا این جشنواره به صورت محلی برگزار شد. اما رفته رفته سطح این جشنواره وسیعتر شد و به صورت ملی برگزار شد. این جشنواره با محوریت کشف و شکوفایی خلاقیت‌های هنری و معرفی ظرفیت‌های شهر بابلسر به کار خود را در سال ۱۳۸۹ پایان داد. مسئولان شهرستان، بدحجابی مسافران را که سبب ترویج بدحجابی در شهر بابلسر می‌شود، اعلام کردند.

پس از چند سال تعطیلی، این جشنواره در سال ۱۳۹۳ به صورت محلی دوباره شروع به کار کرد.

### پل کابلی عابر پیاده
این پل به طول ۹۲ متر، عرض ۵متر، دارای دو پایلون به ارتفاع ۱۸ متر، دوکوله، ۳۲ شمع به طول ۲۰ متر که هر شمع به قطر یک قطر می‌باشد. این پل بین دو پل ماشین رو با هزینه ای بالغ بر چهار میلیارد تومان ساخته شد.

### بازار ماهی فروشان
بازار قدیمی که دارای دو در ورودی یکی در خیابان شهید رجایی و دیگری در خیابان شهید بهشتی می‌باشد. عمده محصولاتی که در این بازار عرضه می‌شود شامل انواع میوه‌ها و سبزیجات، انواع مربا، ترشی، مرکبات، لبنیات محلی، صنایع دستی و فرآورده‌های چوبی می‌باشد.

### شهرک صفائیه
شهرکی مستقل در غرب شهر بابلسر است. که دارای جاذبه توریستی است. سالانه توریست‌های زیادی از کل کشور به بابلسر و این شهرک می‌آیند. از لحاظ جغرافیایی شمال این شهرک (شهرک دریاکنار) غرب این شهرک (شهرک خزرشهر جنوبی) شرق این شهرک (روستای اجاکسر) و جنوب به زمین‌های آزاد باغات و کشاورزی وصل‌می‌شود. این شهرک قدرت اقتصادی بالایی در خرید و فروش ملک دارد و برای خود بازار مستقلی از جنس ملک و املاک به‌وجود آورده‌است. مرکز خریدهای زیبا و بزرگ باعث شده در طی سال توریست‌های زیادی به این نقطه از شهر می‌آیند.

### روستای کهنه‌محله‌می‌رود
روستای کهنه‌محله می‌رود یکی از روستاهای شهرستان بابلسر در استان مازندران می‌باشد؛ که دارای مناظر طبیعی فراوان مانند ساحل دریای مازندران، رودخانه تالار (تلار رود)، جنگل‌های توسکا و اوکالیپتوس و کاج، شنزارهای فراوان، نیزار در کنار دریا می‌باشد، که دارای طرح سالم‌سازی دریاست که سالانه توریست‌های زیادی از سراسر کشور و جهان به این روستا سفر می‌کنند.

### منطقه ساحلی می‌رود
در فاصله دو کیلومتری از بهنمیر از توابع بابلسر، منطقه‌ای سرسبز جنگلی و برخوردار از چشم‌انداز قرار دارد که به منطقه گردشگری می‌رود شهرت یافته‌است. منطقهٔ گردشگری می‌رود، عنوان نمونهٔ منطقهٔ توریستی بابلسر را کسب کرده‌است.
از دیگر امکانات توریستی و اقامتی این منطقه‌ی بابلسر می‌توان به مجتمع رفاهی-تفریحی کوثر سپاه اشاره نمود.مجتمع فرهنگی-رفاهی کوثر سپاه بابلسر

### مدرسه نرجس بابلسر
مربوط به دوره پهلوی اول است و در بابلسر، مرکز شهر واقع شده و این اثر در تاریخ ۷ مرداد ۱۳۸۲ با شمارهٔ ثبت ۹۳۶۹ به‌عنوان یکی از آثار ملی ایران به ثبت رسیده‌است.

### ساختمان بهداری
این ساختمان که در مرکز بابلسر واقع است از دیگر بناهای مربوط به دوره اول پهلوی است در خردادماه ۱۳۵۹ خورشید با شمارهٔ ۱۵۳۱ ثبت ملی شده‌است. این بنا اکنون شبکه بهداشت و درمان شهر است.

## مراکز مهم بابلسر
- پدافند هوایی: این مرکز، تنها پدافند هوایی شمال ایران است. این اردوگاه ساحلی زیر نظر قرارگاه پدافند هوایی خاتم‌الانبیا قرار دارد که وابسته به ارتش جمهوری اسلامی ایران است. وظیفه این پایگاه حفظ و حراست از آسمان کشور، مناطق حساس و حیاتی از قبیل فرودگاه و پایگاه مناطق هسته‌ای است.[۲۵][نیازمند منبع] در آخرین روز جنگ ایران و اسرائیل، اسرائیلی‌ها به این مرکز حمله کردند.[۲۶]
- دانشگاه مازندران: این مرکز بزرگ‌ترین دانشگاه دولتی مازندران است. گام‌های ایجاد این دانشگاه در سال ۱۳۵۸ با همکاری دانشگاه هاروارد آمریکا برداشته شد.[۲۷][۲۸][۲۹][۳۰]
- اداره شیلات مازندران: دفتر مرکزی این اداره در بابلسر قرار دارد.
- امامزاده ابراهیم: بقعه متبرکه امامزاده ابراهیم که در گورستان عمومی شهر بابلسر، در استان مازندران واقع شده به دلیل سابقه تاریخی و ارزش مذهبی آن همه روزه میزبان زائران محلی و گردشگران است. این بنا به سال ۸۴۱ هجری قمری به فرمان سیده بی بی خاتون، همسر سلطان امیر سید «شمس الدین بابلکانی» از امرای دوره تیموری ساخته شده‌است.

## امکانات عمومی و رفاهی

### بیمارستان
- بیمارستان حضرت زینب
- بیمارستان شهید رجایی
- بیمارستان شفا

### هتل
- هتل میزبان
- هتل شوکا
- متل بهشت
- هتل برج ساعت
- هتل سه کاج
- هتل آفتاب

## آموزش و پرورش

### دانشگاه
- دانشگاه مازندران[۳۲]
- دانشگاه پیام نور بهنمیر 37
- مؤسسه آموزش عالی پارسا بابلسر[۳۳]
- موسسه آموزش عالی علامه امینی بهنمیر [38]
- مرکز آموزش علمی کاربردی میزبان[۳۴]

## افراد سرشناس
- عبدالله موحد
- رمضان‌علی تیموری
- ایرن
- جمشید خسروی
- شجاع خلیل‌زاده
- امیر پازواری
- بهادر مولایی
- منوچهر برومند
- رحیم‌بردی آنامرادنژاد
- یدالله نجفی
- فرهاد نفرزاده
- اردلان شجاع کاوه
- مهدی طلوتی
- شروین حاجی‌پور
- عباسعلی سلیمانی
- محمدقدیر رامش
- محمدرضا رامش
- سعید طاهرنژاد
- محمدنبی رضایی

## نگارخانه

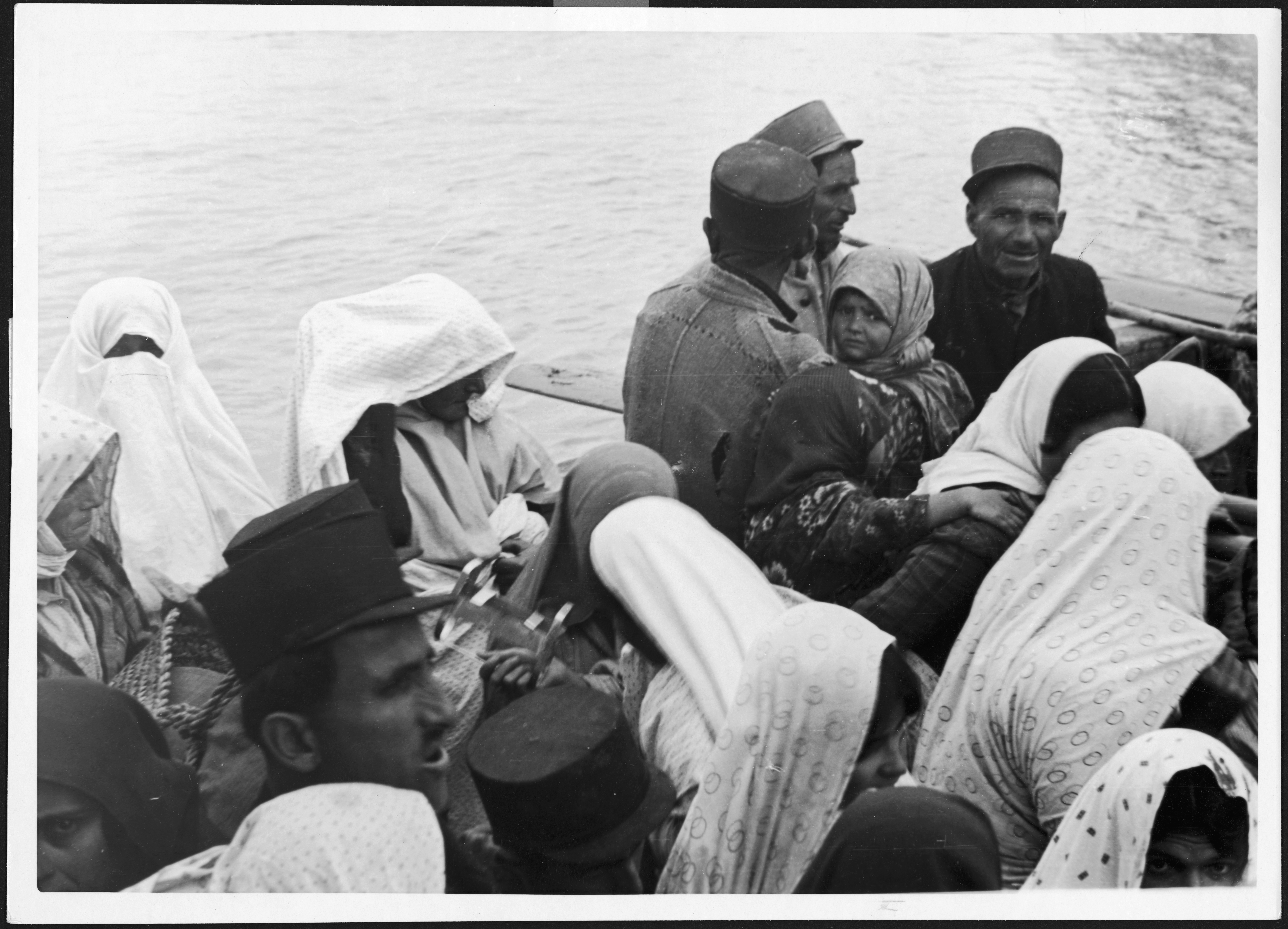
اهالی بابلسر (در راه دید و بازدید) ۱۳۱۲
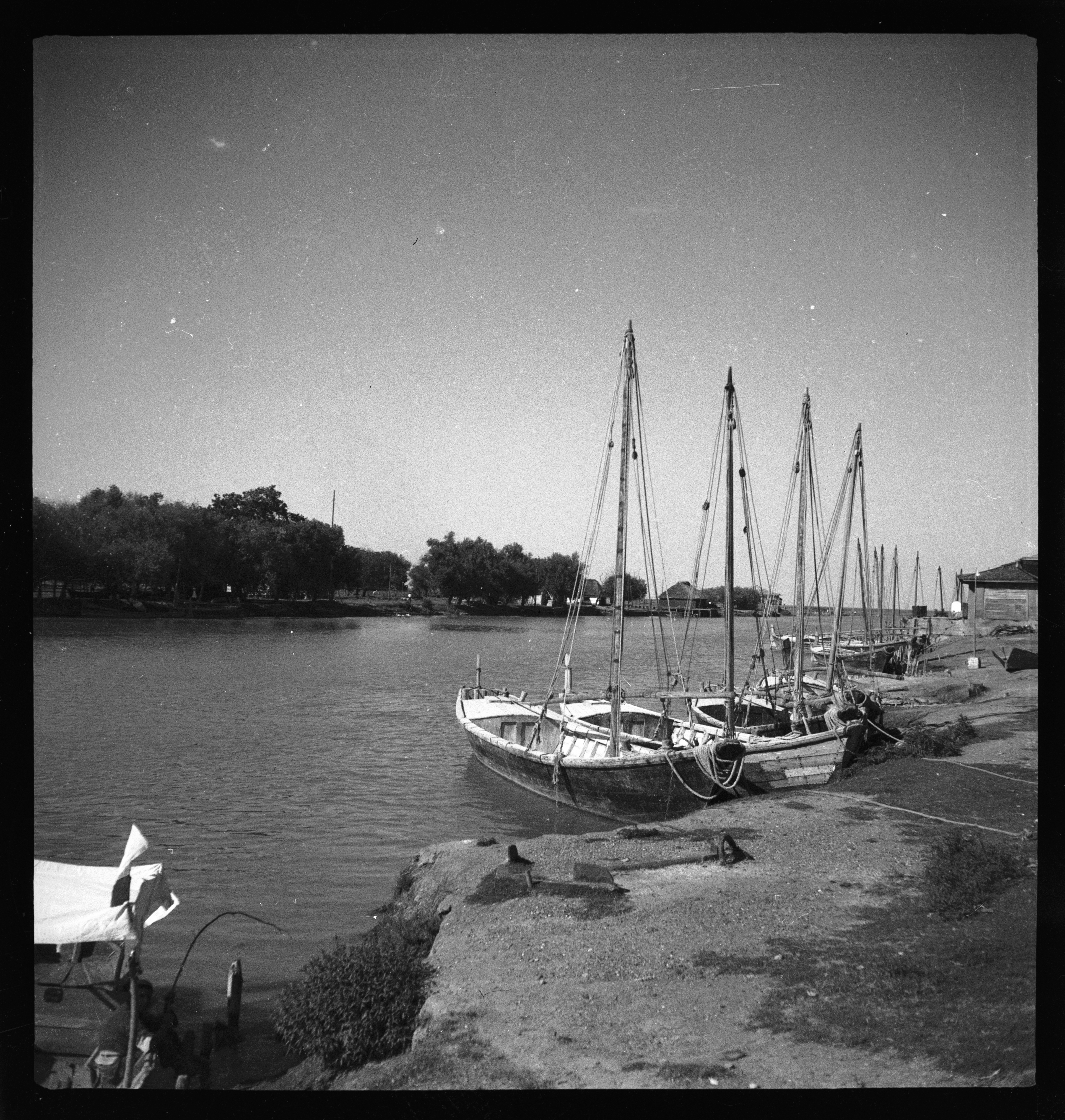

ماهیگیران خاویار که برای یک شرکت روسی مستقر در بابلسر کار می‌کردند. عکس‌ها را آنه ماری شوارتسباخ در حدود ۱۳۱۲ گرفته.

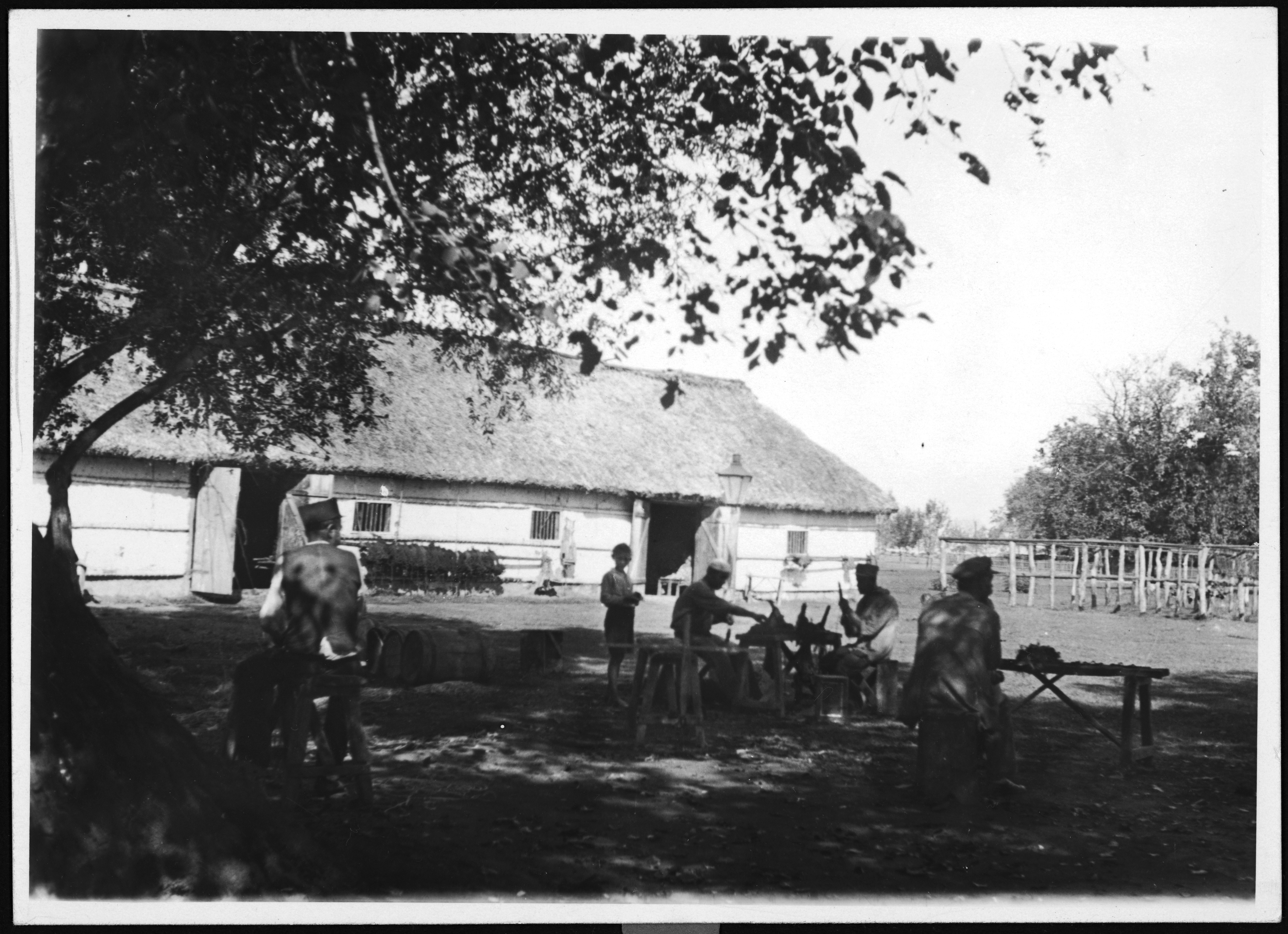
کارگاه
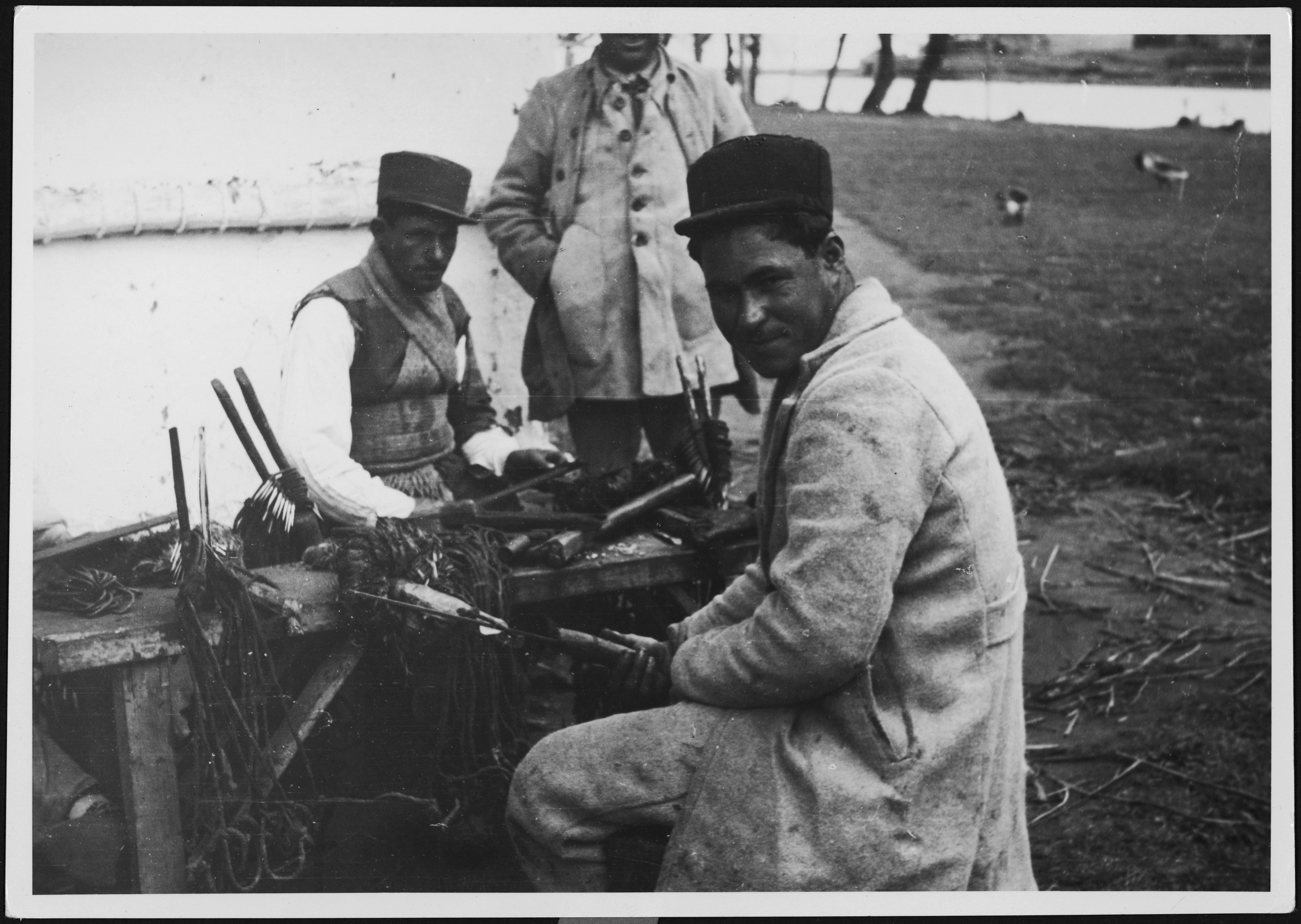
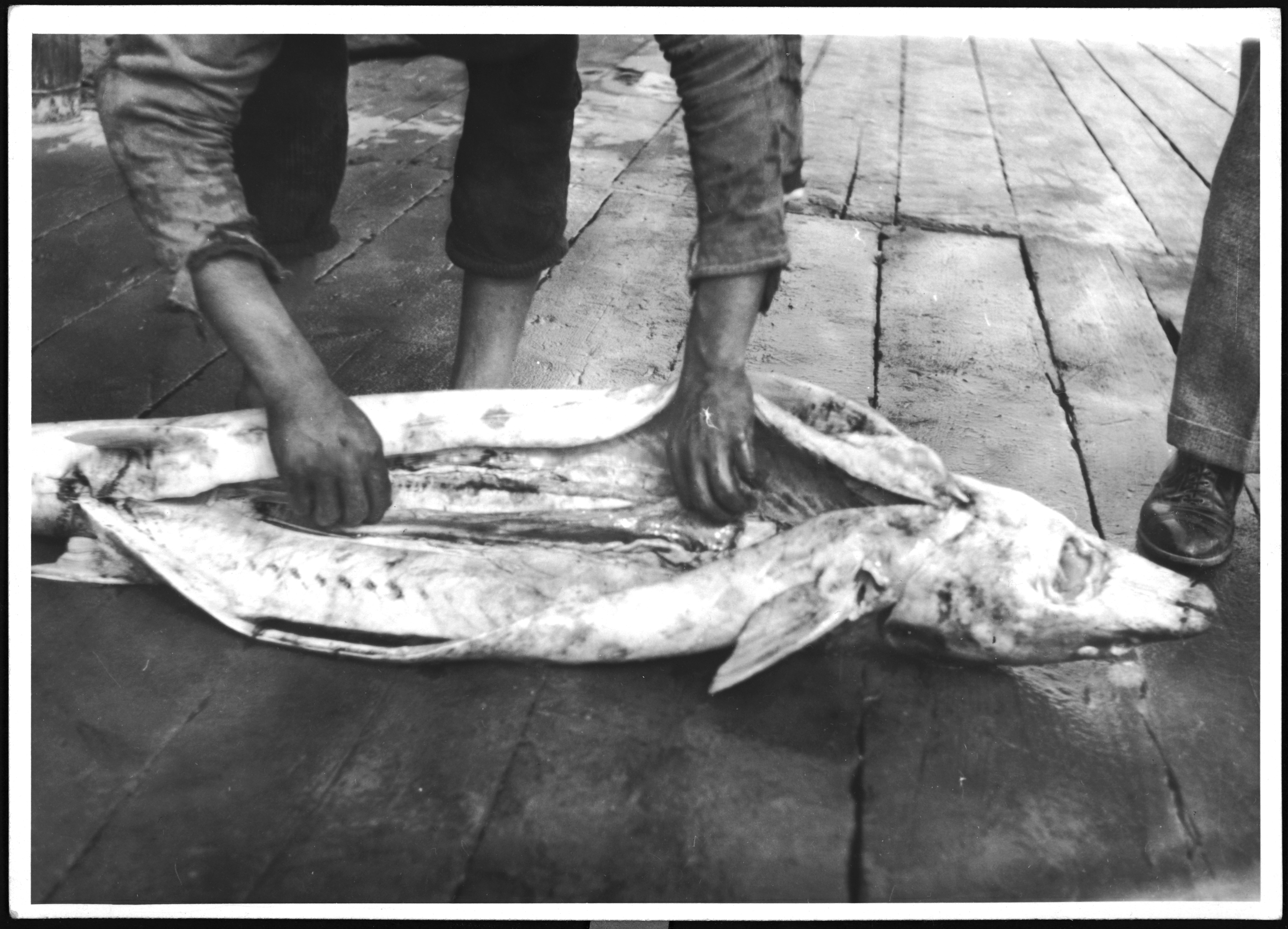
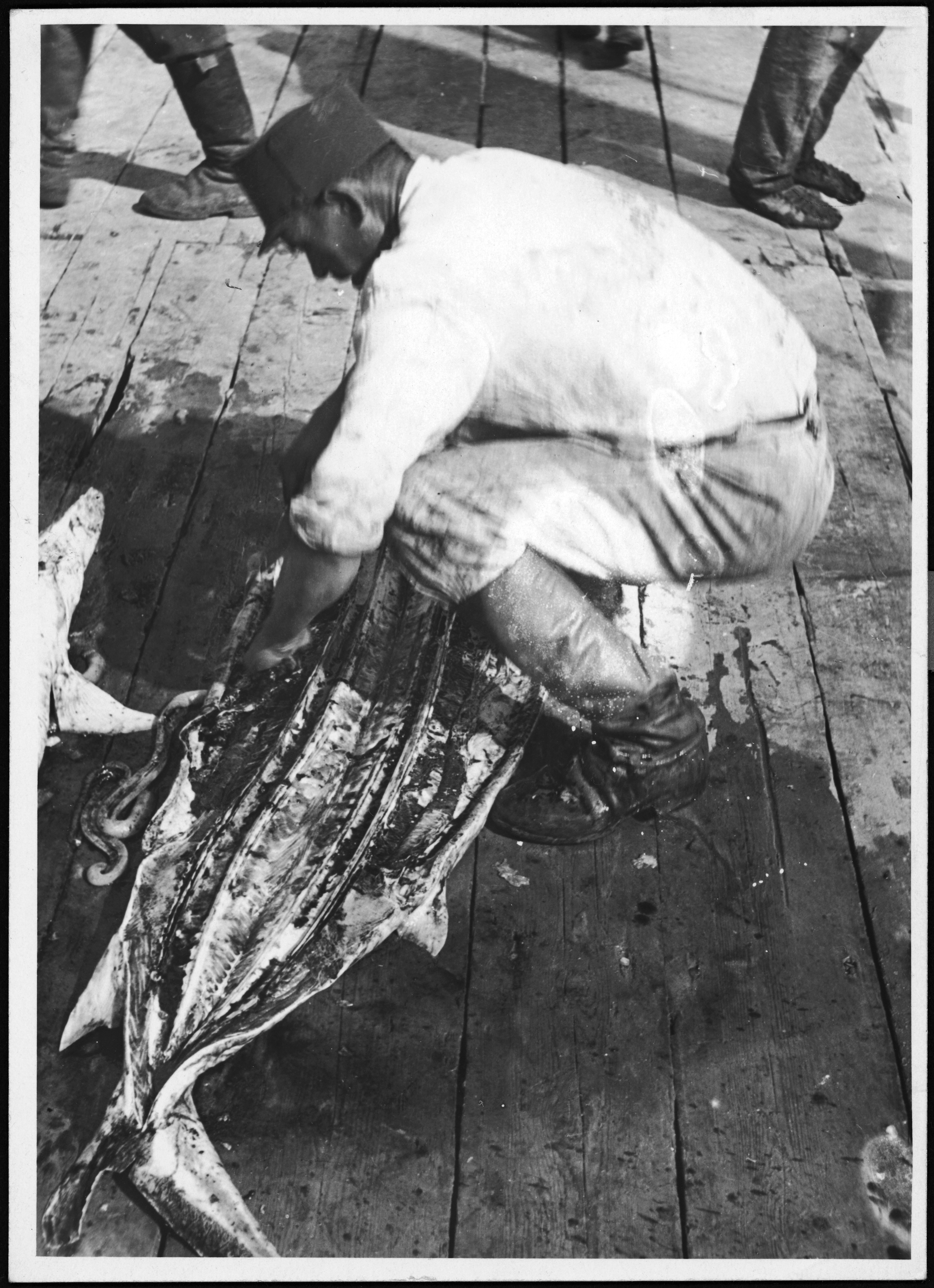
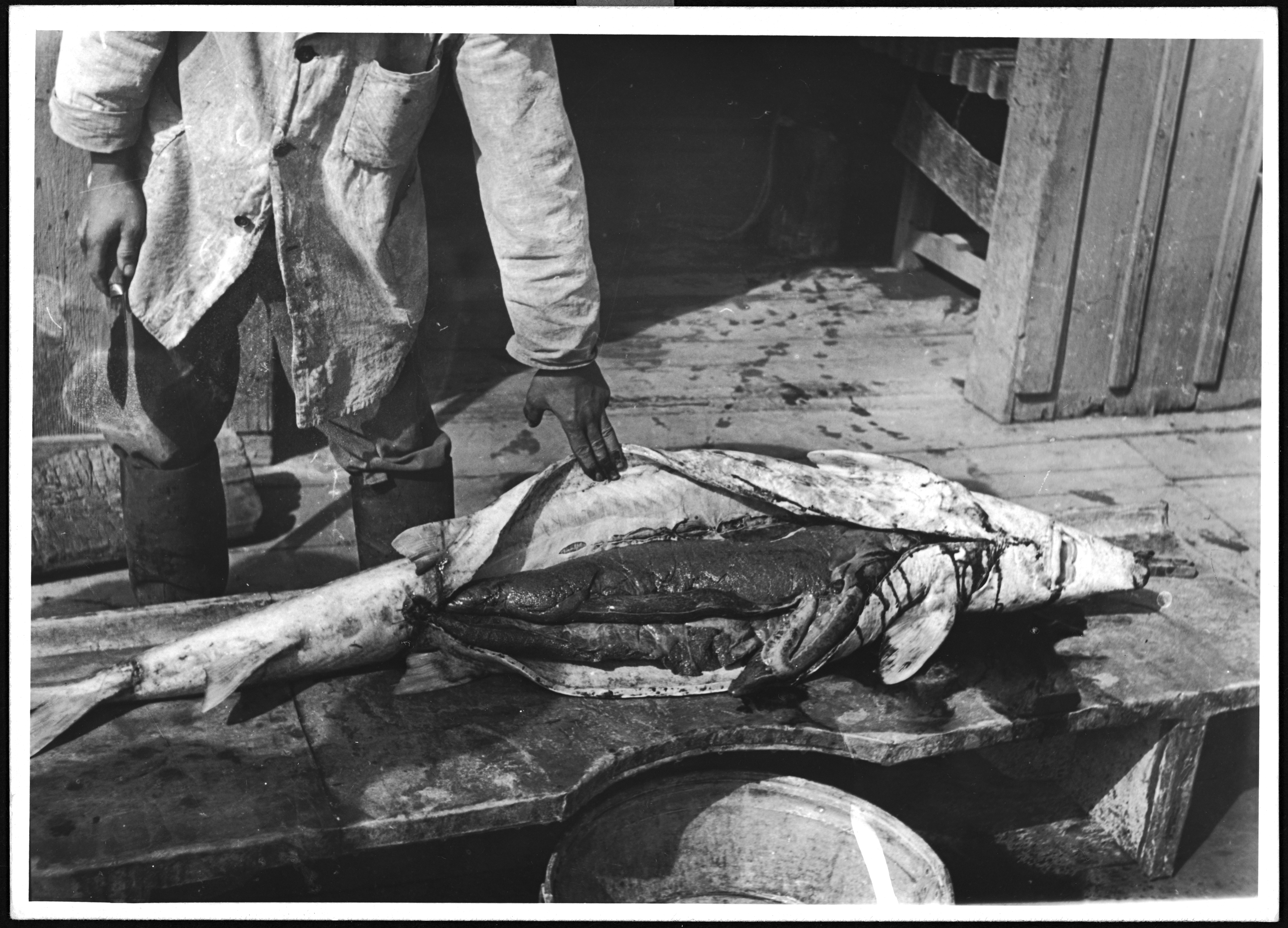
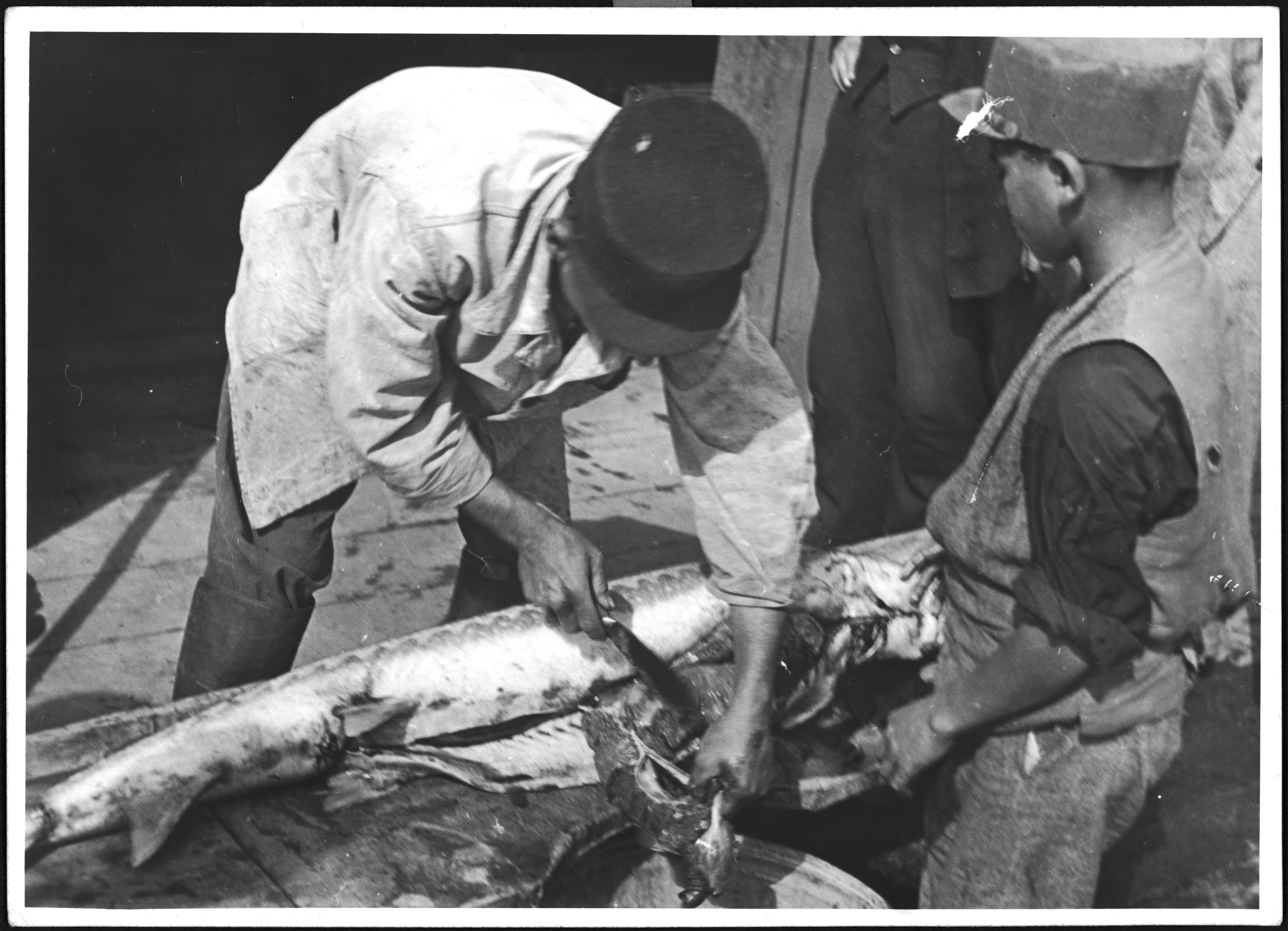
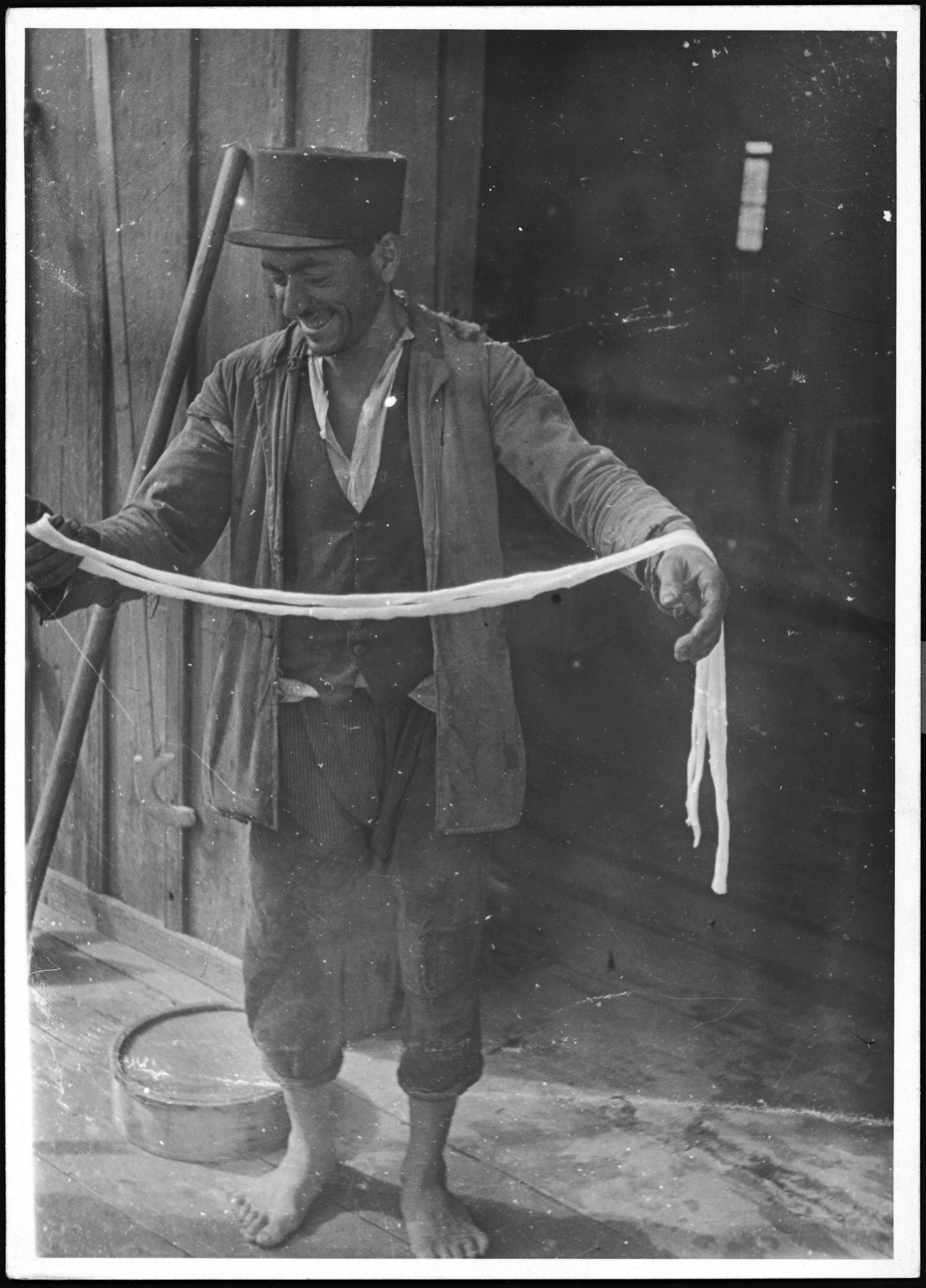